# Mudéjar stílus

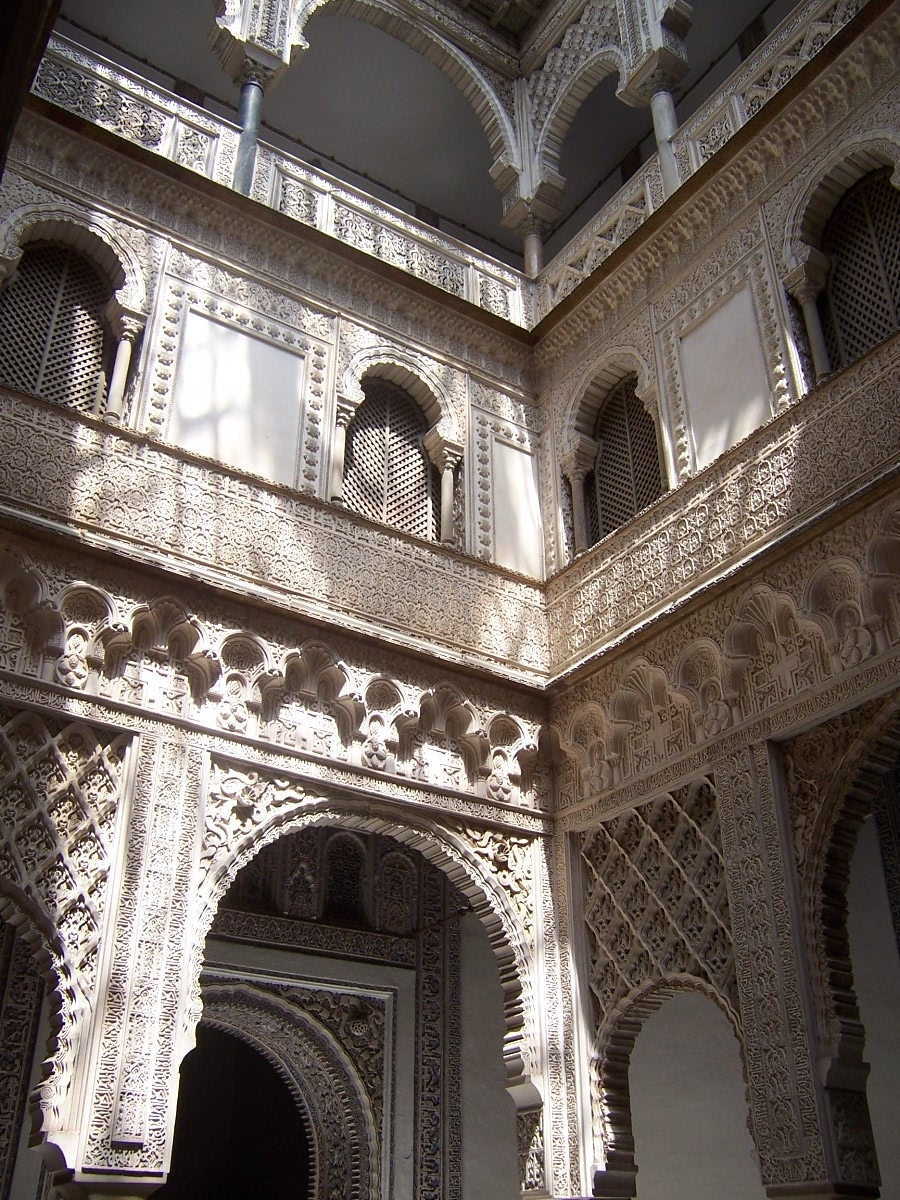
Az Alcázar Leányudvara, Sevilla

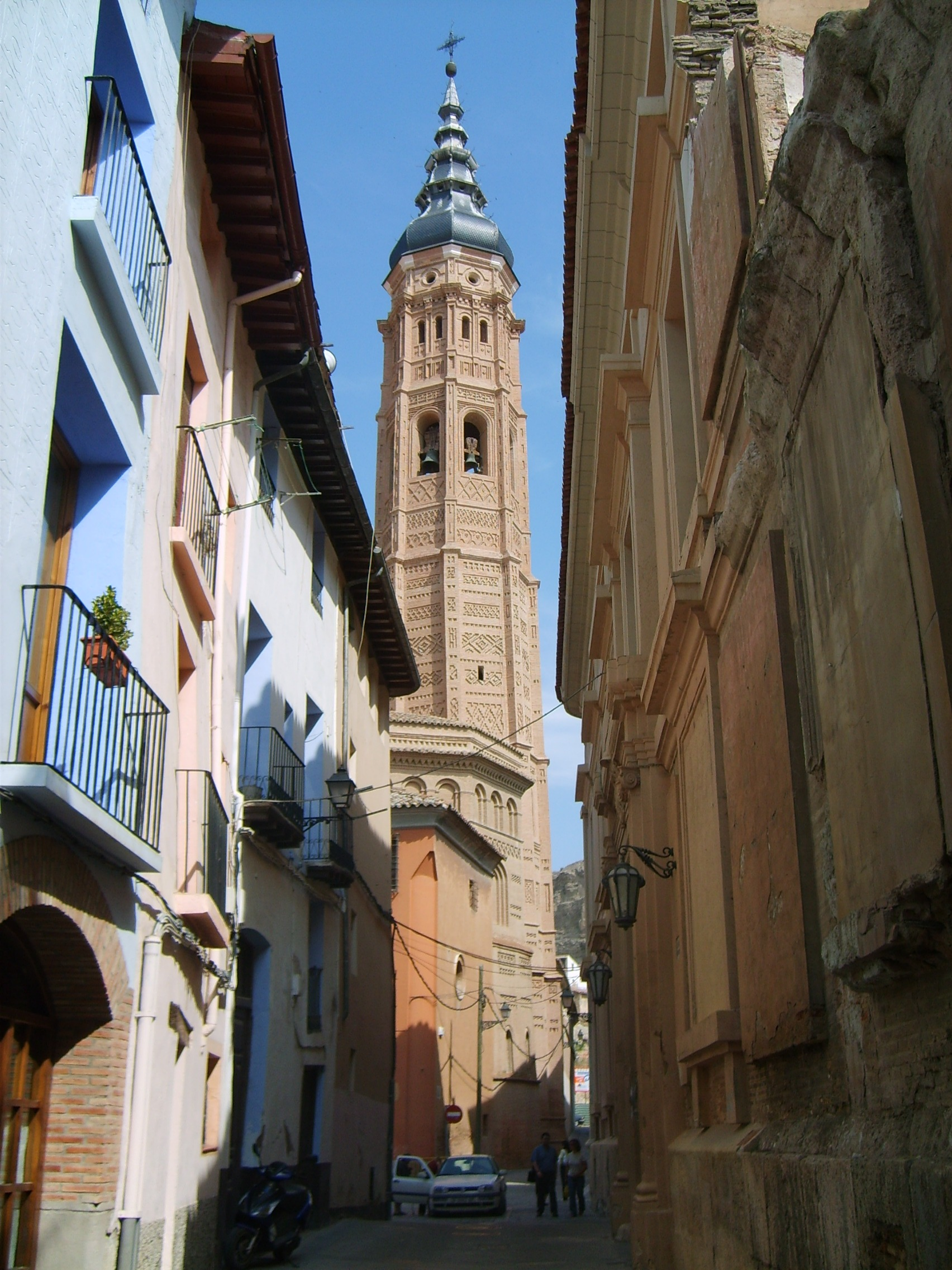
A Szűz Mária-templom tornya, Calatayud

A mudéjar szó eredetileg a mórokat és azokat az Andalúziában született iszlám hitűeket jelentette, akik a reconquista után is az Ibériai-félszigeten maradtak, de nem keresztelkedtek meg. Ma már egy, a 12. és 16. század között elsősorban Aragóniában és Kasztíliában elterjedt ibériai építészeti és díszítési stílust jelent, amelyet erősen befolyásolt a mór ízlés és szakértelem, azaz bizonyos értelemben a középkori mór stílus leszármazottja.

## Története
A mudéjar egy arab szó, a mudajjan (مدجن) középkori spanyol változata, jelentése: azok, akik elfogadják az engedelmességet; célzás arra, hogy egyaránt engedelmeskedniük kellett az iszlám előírásainak és a keresztény királyok világi uralmának. Granada 1492. januári eleste után a mudéjarok egy ideig még tartották a státuszukat. A 16. század közepén erőszakkal keresztény hitre térítették őket. Ezeket az áttért muszlimokat moriszkóknak nevezték, azokat pedig, akik megtagadták az áttérést, 1610-ben elüldözték. A keresztény királyságokban élő, muszlim mórok között meglehetősen sok volt mesterember, és építészeiket is gyakran bízták meg egy-egy épületrész elkészítésével. Az ő közvetítésükkel elsősorban az építészeti kompozíciók súlypontjaiban: kupolákon, tornyokon, apszisokon terjedtek el a mór szerkezetek, díszítőelemek. Jellegzetes stílusuk napjainkban is megnyilvánul az építészetben, a zenében, a művészetben, és a régió kézművességében. A mudéjar stílus kifejezést először José Amador de los Ríos, egy andalúz történész és régész használta 1859-ben.
A magas román stílusú, gótikus és reneszánsz épületekben az iszlám művészet elemeit használták egészen a 17. századig, és ezzel feltűnő eredményeket értek el. A különböző technikák és az egymás mellett élő zsidó, muzulmán és keresztény kultúrából eredő építészet fő nyersanyaga a tégla volt. A mudéjar stílus nem teremtett új formákat, szerkezeteket, mint a gótika vagy a román stílus, de a különféle kortárs európai stílusokat muzulmán hatásokkal egészítette ki. A tornyok a mudéjar stílus szembetűnően súlyos elemei. Legtöbbjük négyszögletes, némelyik nyolcszögű; felületüket mázas kerámiával színezett rátétes, szőnyegszerű téglaminta borítja. A domináns mértani jelleg határozottan iszlám eredetű. Ez főleg azoknál az alkotásoknál feltűnő, amelyeken a mesterek olcsó alapanyagokat – csempe, téglafal, fafaragások, gipszfaragványok, fémdíszítmények – használtak, de gondosan kidolgozták munkáikat. A fal és padló sík felületeinek élénkítése érdekében a mudéjar stílus olyan bonyolult csempemintákat fejlesztett ki, amelyek kifinomultságát azóta sem múlták felül. A muzulmánokat már régen nem alkalmazták, amikor hozzájárulásaik közül sok a spanyol építészet szerves részeként élt tovább.
Elfogadott, hogy a mudéjar stílus Sahagúnban született, az építészeti és díszítő motívumok átdolgozásaként (különösen gipsz- és tégladíszekből). Elterjedt a Leóni Királyságnak a többi részében, Toledóban, Ávilában, Segoviában. A fő építőanyagáról téglaromán stílusnak is nevezték. A mudéjar művészet központjai más városokban is megtalálhatóak, mint Toro, Cuéllar, Arévalo és Madrigal de las Altas Torres. De főleg az aragóniai Teruelben fejlődött magas szintre. Ebben a városban a 13., 14. és 15. század folyamán sok mudéjar stílusú tornyot építettek, s ezzel napjainkig hatóan megváltoztatták a város képét.
A mudéjar egy új építészeti jellegzetességet hozott az által, hogy egyesítette a kezdeti gótikus stílust és a késői román stílusra épülő muzulmán hatásokat. Egy különösen jellegzetes példa a mudéjar építészetre a Casa de Pilatos a 16. század elejéről Sevillában.
Sevilla sok másik mintát is mutat a mudéjar stílusra. A sevillai Alcázar a legnagyszerűbb példa erre. Az Alcázarban fellelhető a gótika és a reneszánsz stílus mellett a mudéjar is. A palota eredetileg egy mór erőd volt. I. Péter kasztíliai király kibővítette, folytatva az iszlám építészeti stílust. A Szent Katalin-plébániát egy öreg mecset fölé építették a 14. században.
Portugáliában szintén vannak példák a mudéjar művészetre és építészetre, bár kevesebb és sokkal egyszerűbb díszítéssel, mint szomszédos Spanyolországban. Mudéjar téglaépítészet található Braganza közelében a Castro de Avelãs templomának a szentélyében, amely nagyon hasonló a Sahagún templomához Leónban. A gótika és a mudéjar stílus keveredése fejlődött ki Dél-Portugáliában, Alentejo tartományban a 15-16. században, részben átfedve a mánuel stílussal. Az Évorában álló királyi palota ablakai és Basto grófok palotája ennek a stílusnak a jó példái. A mudéjar által ihletett dekoratív műveket találni a templomok és paloták csempemintáiban, hasonlóakat, a mint a 16. századi Sevillából importált csempék, amelyek Sintra királyi palotáját díszítik. Mudéjar fából készült tetők láthatóak Sintra, Caminha, Funchal templomain.

## Képtár

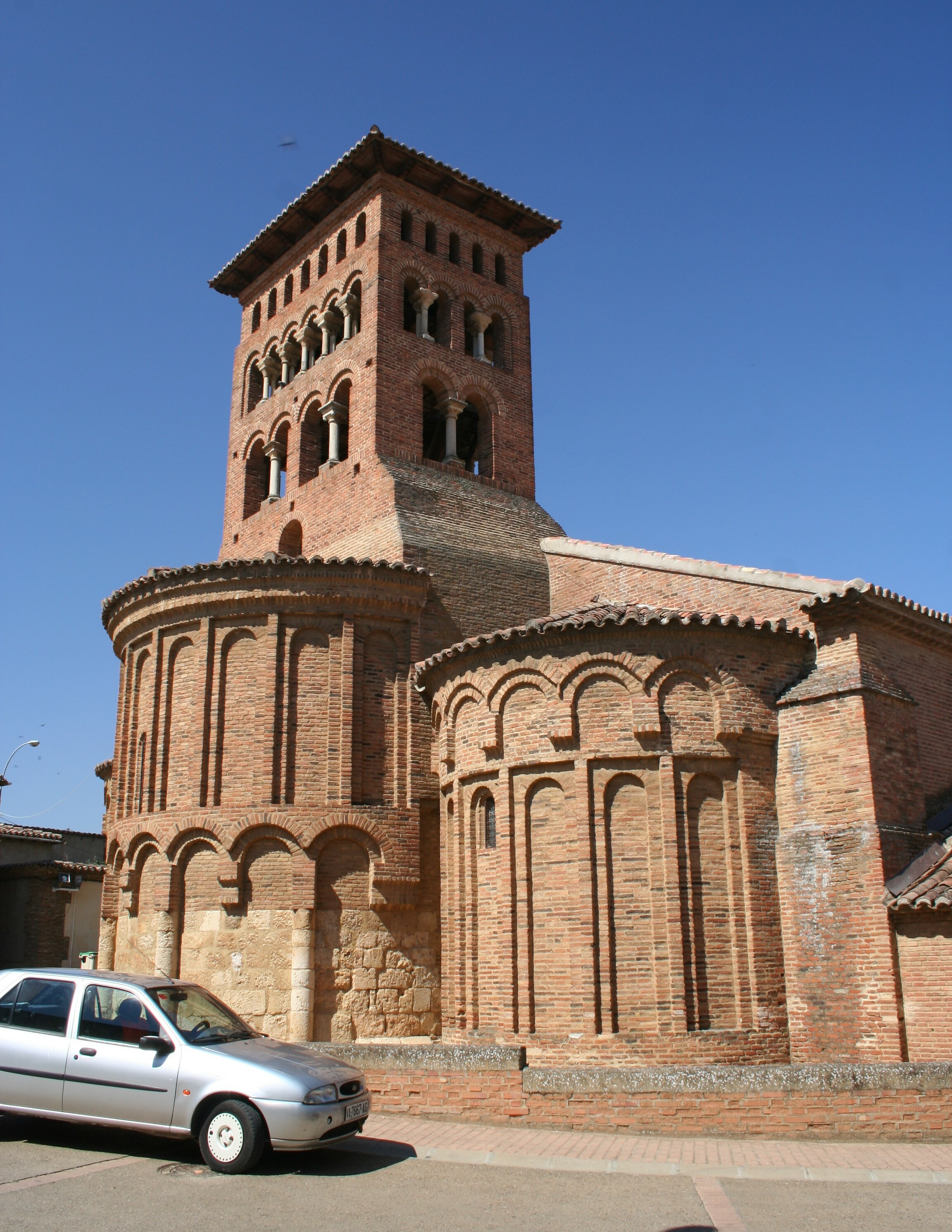
San Tirso-templom, Sahagún.
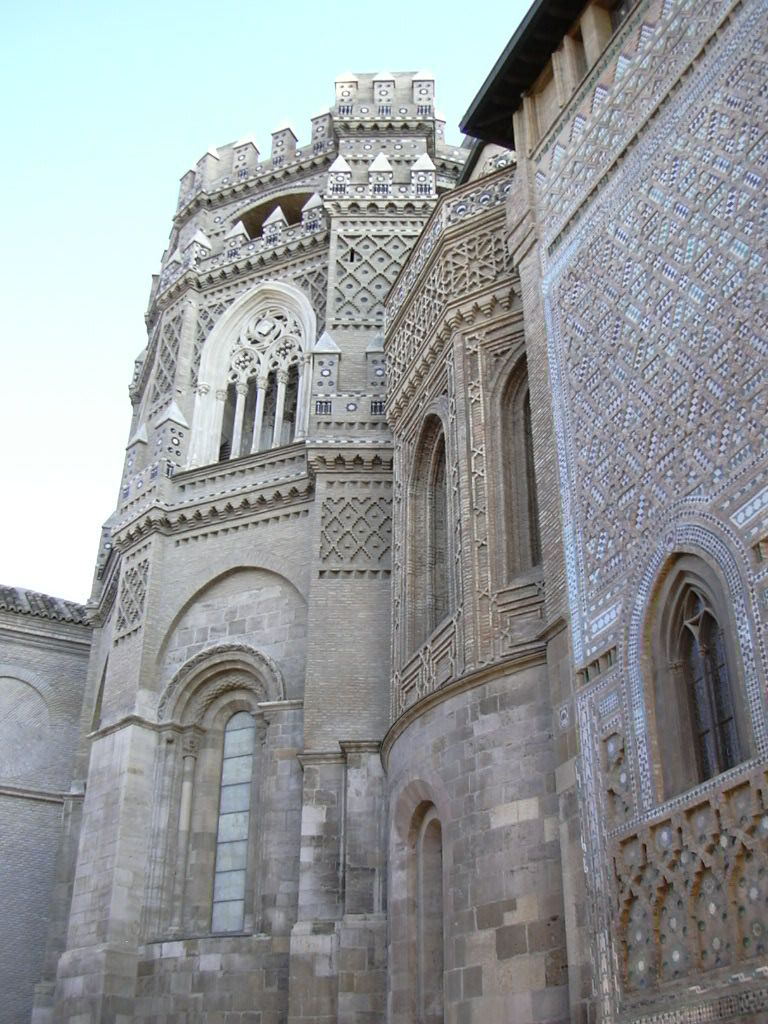
La Seo, Zaragoza
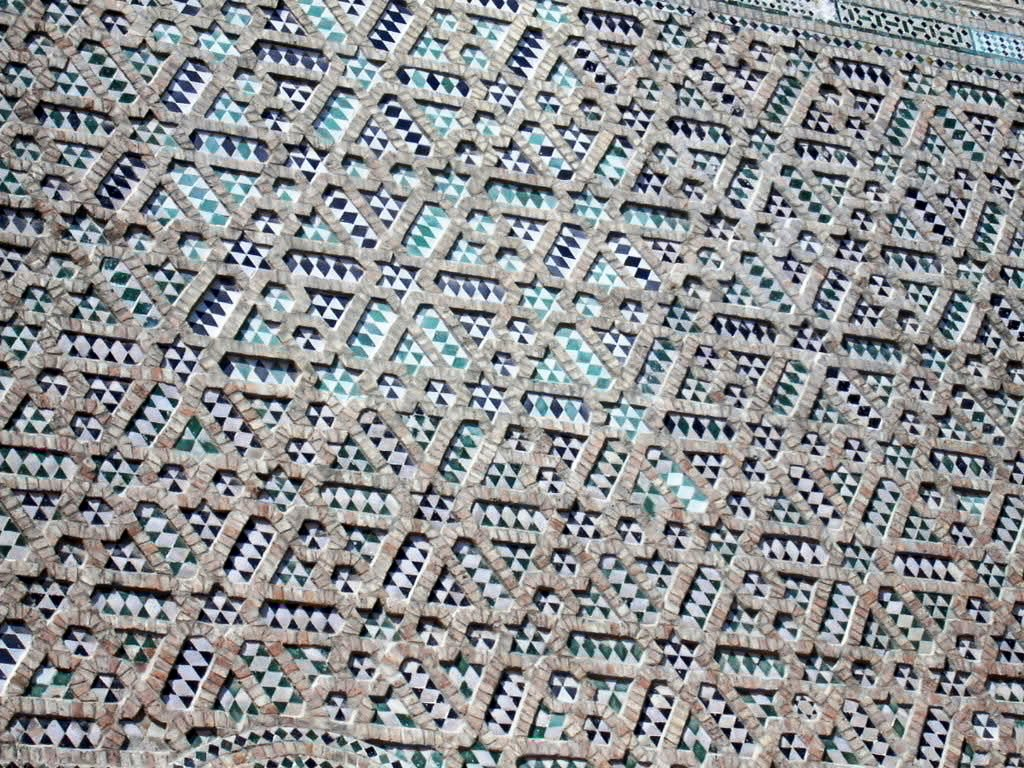
La Seo - a Parroquieta fala
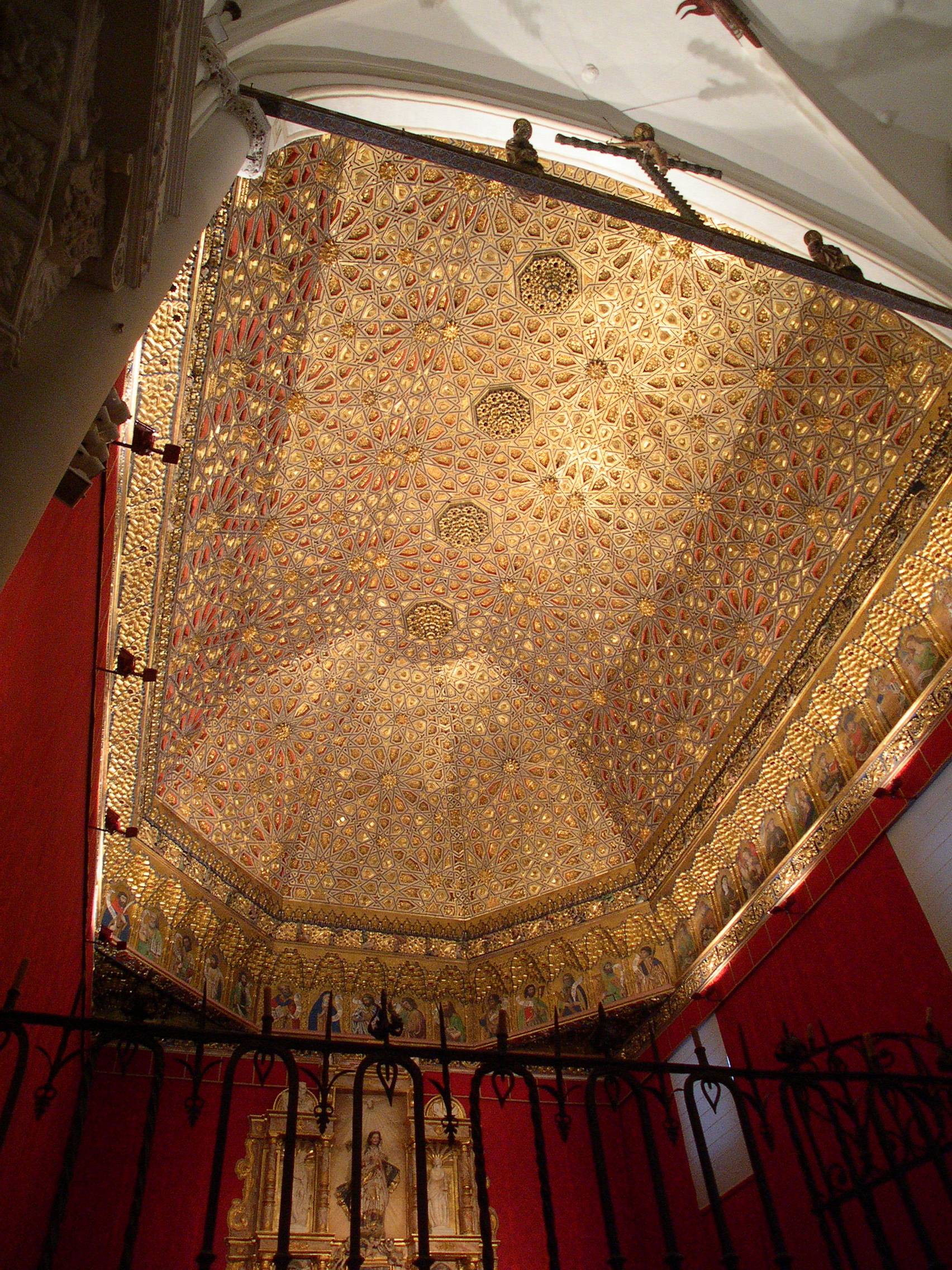
Szent Klára-kolostor, Tordesillas
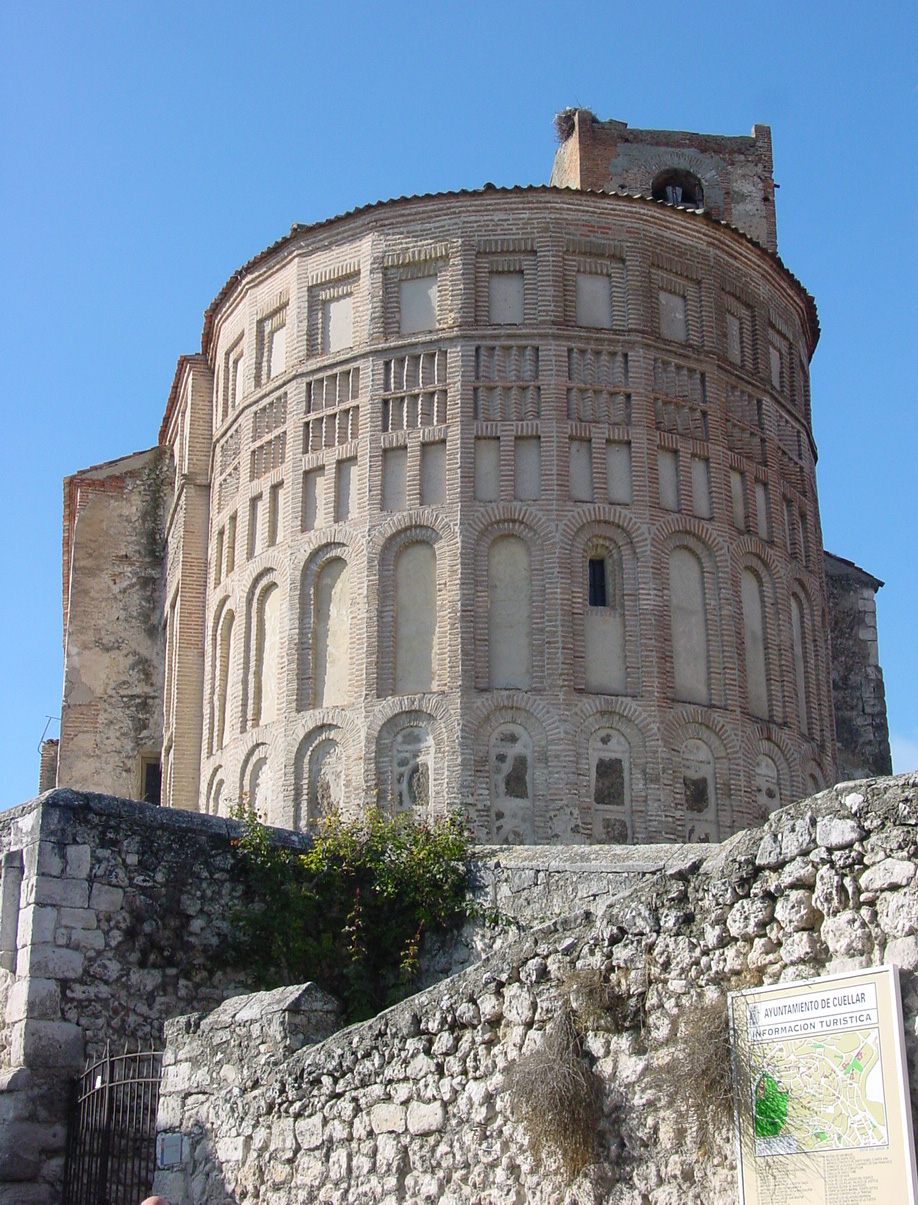
Mudejar of Segovia: San Esteban Cuéllar
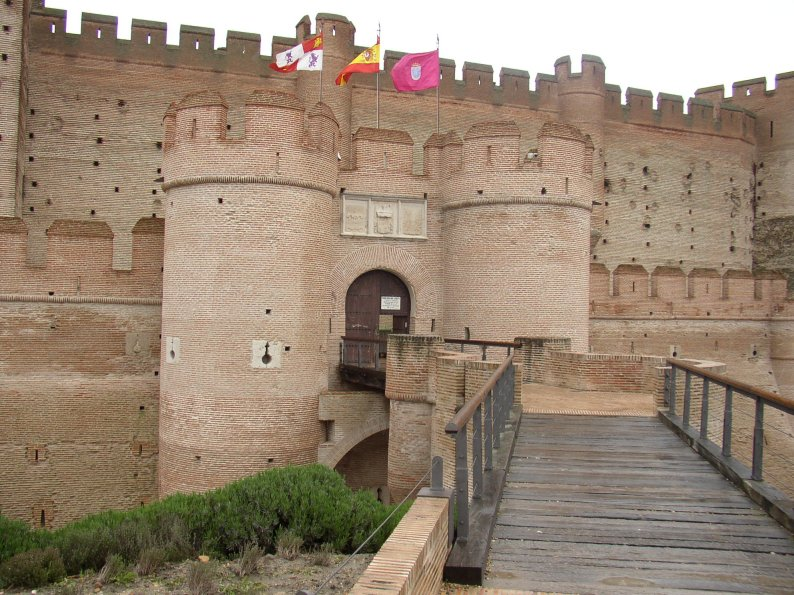
La Mota vára, Medina del Campo, Valladolid.
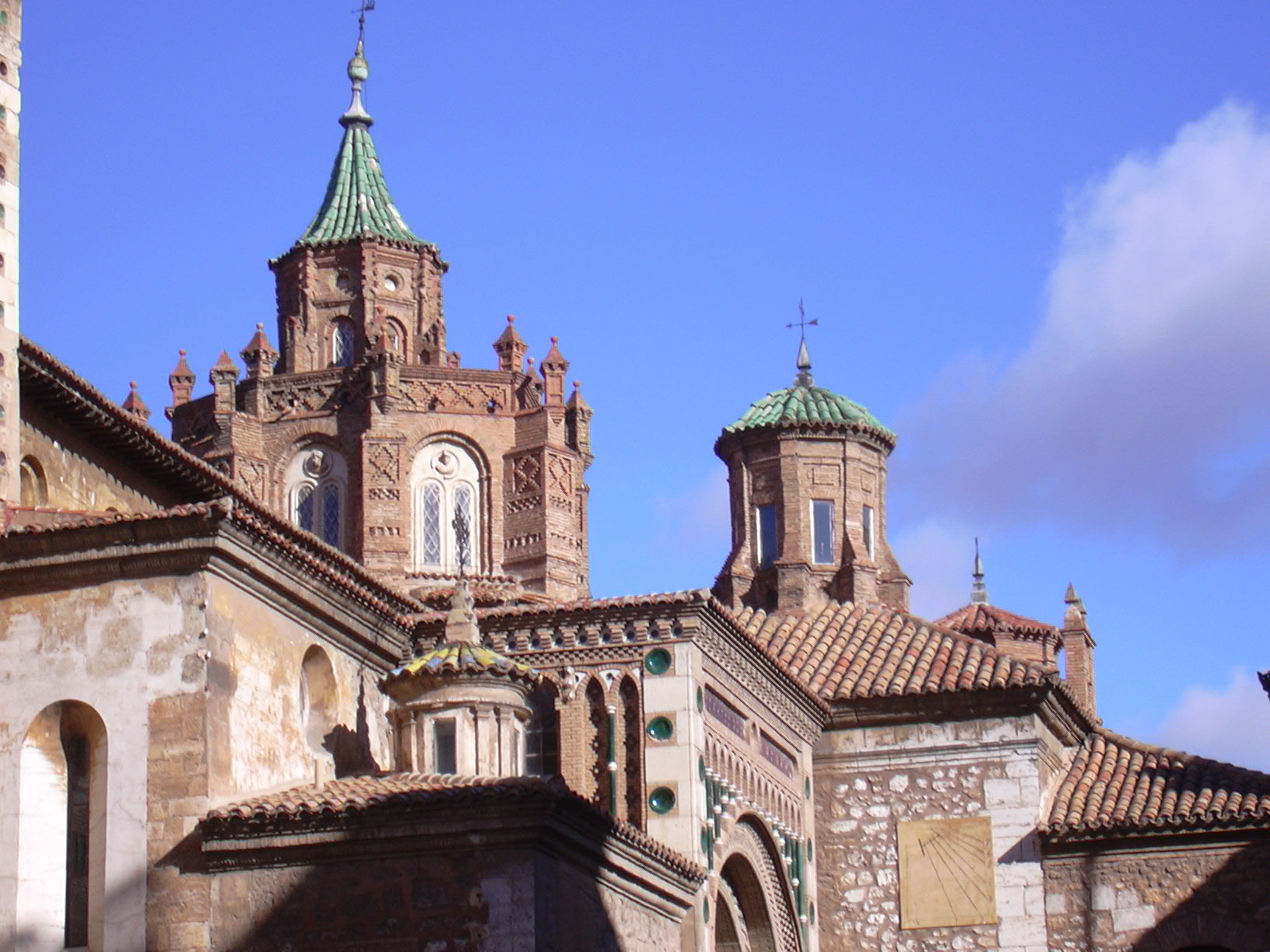
A terueli katedrális.
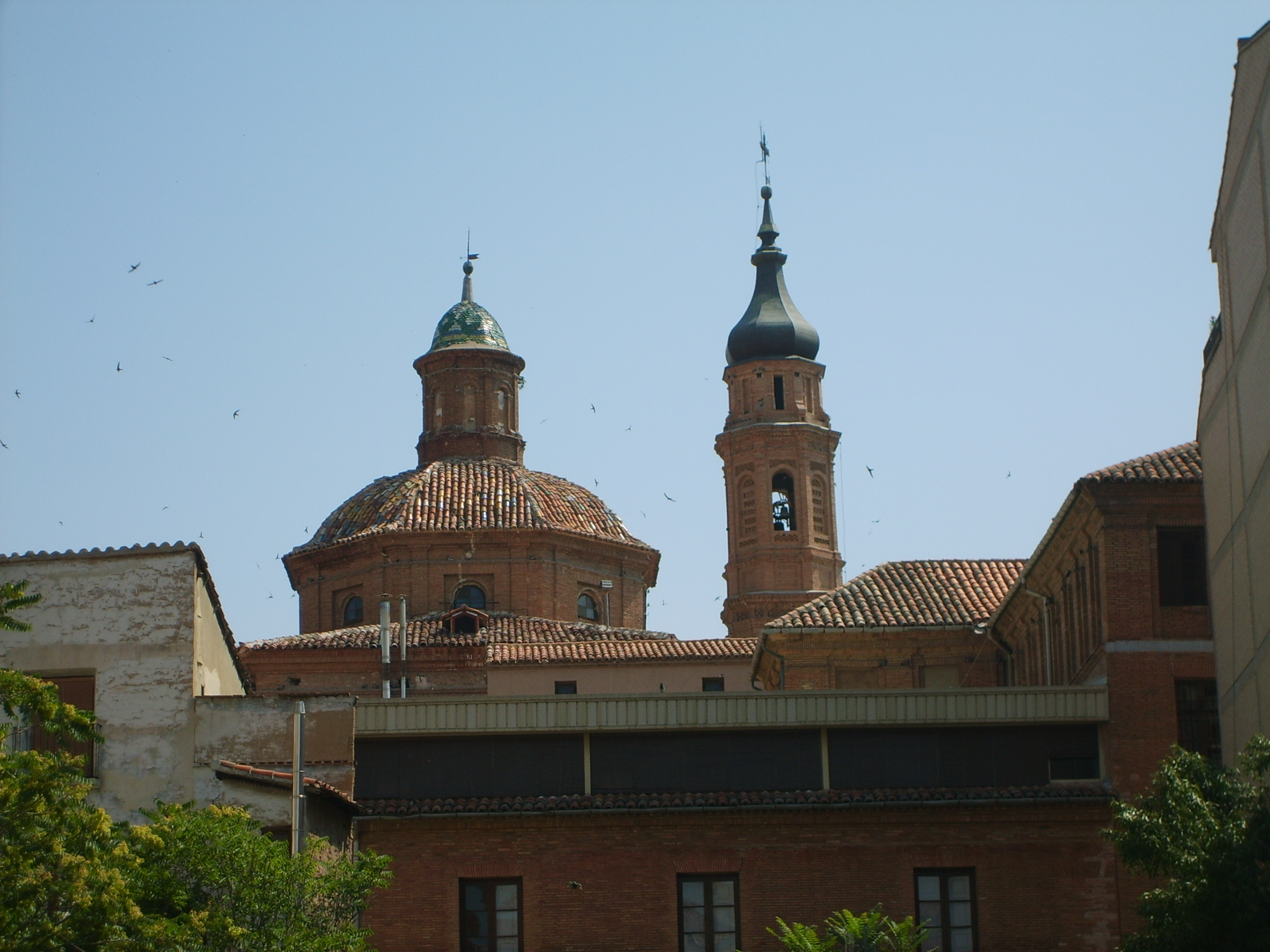
A Szent János-templom kupolája, Calatayud
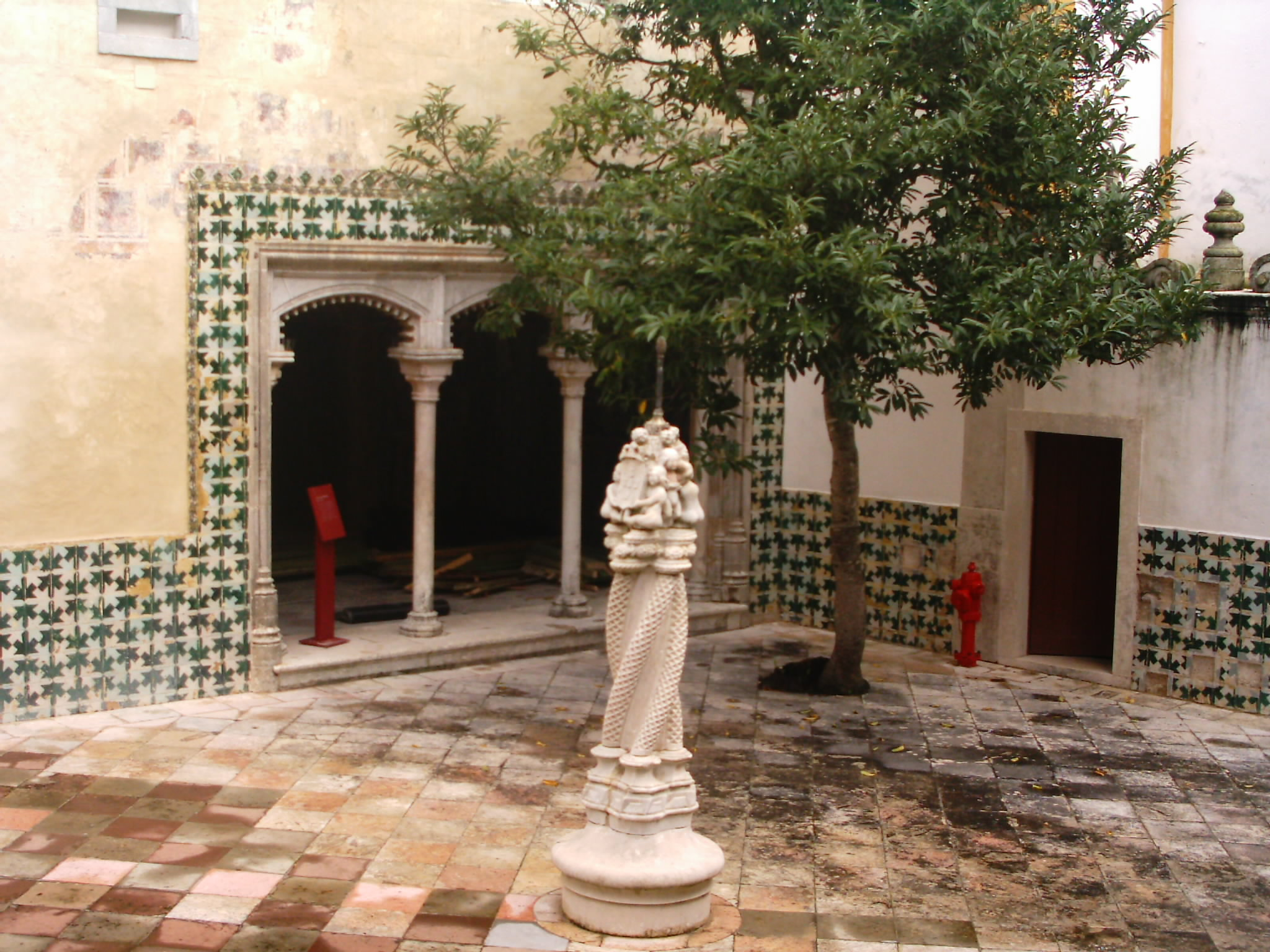
A sintrai királyi palota központi udvara, Portugália
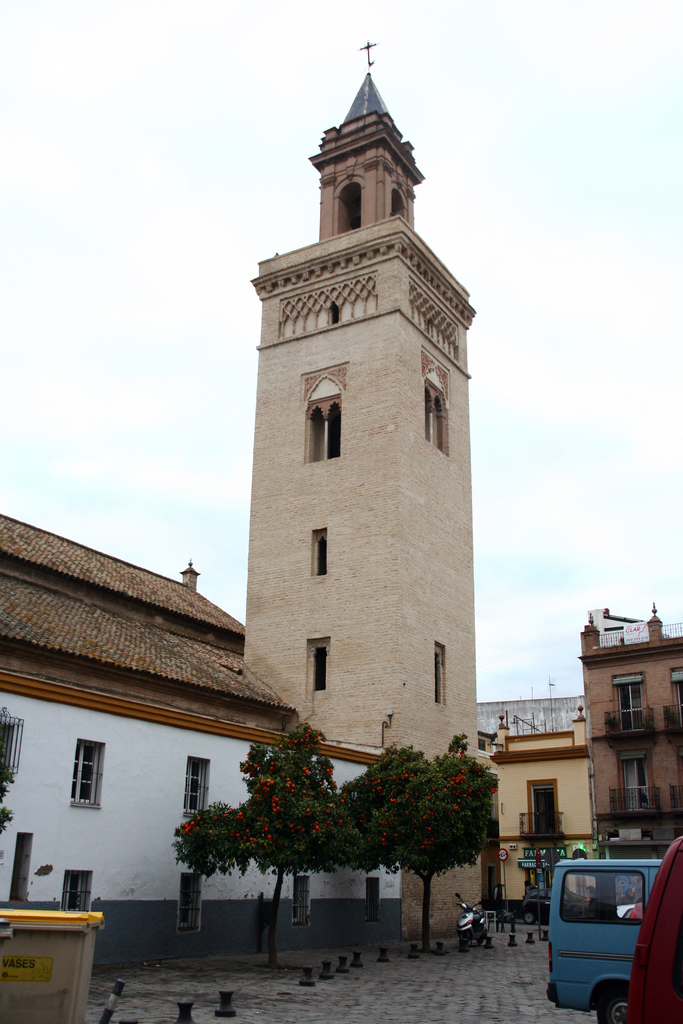
Szent Márk-templom, Sevilla